# Fournier RF-7
Die Fournier RF-7 war ein einsitziges Reiseflugzeug von René Fournier aus dem Jahr 1969, das vornehmlich für den US-amerikanischen Markt vorgesehen war.

## Geschichte
Bei der Vermarktung der Fournier RF 4 in den USA erwies sich die fehlende amerikanische Zulassung als Problem. Sämtliche in den USA verkauften RF 4 konnten nur über eine Experimentalzulassung mit entsprechenden Einschränkungen betrieben werden. Als Einfachzünder war der Rectimo-4AR-Motor der RF 4 gemäß FAR-33 in den USA nicht zulassungsfähig. Daher beauftragte Sportavia-Pützer die Firma Limbach 1969 mit der Entwicklung eines geeigneten Doppelzünder-Motors für de RF 4. Bei Limbach entstand daraufhin der kunstflugtaugliche Sportavia-Limbach SL1700D. Bei René Fournier entstand daraufhin der überarbeitete Entwurf einer RF 4 mit dem neuen Doppelzünder-Motor SL1700D, der zunächst in Europa als reines Motorflugzeug zugelassen werden sollte und später eine US-amerikanische Musterzulassung für den amerikanischen Markt erhalten sollte. Da René Fournier für die Zulassung des Motorflugzeugs auf die für die Motorseglerzulassung notwendigen Segelflugeigenschaften verzichten konnte, reduzierte er die Spannweite der RF 4 für den neuen Entwurf um zwei Meter. Da der neue Entwurf als reines Motorflugzeug zugelassen werden sollte, erhielt er die Bezeichnung Fournier RF-7.
Der Bau des RF-7-Prototyps begann im Juli 1969 bei Fournier in Nitray. Bereits am 26. Februar 1970 fand der Erstflug des Prototyps WNr. 7001, F-WPXV mit Bernard Chauvreau in Nitray statt. Während des Zulassungsprozesses in Deutschland erwies sich der SL1700D allerdings seitens des Luftfahrt-Bundesamtes als nicht zulassungsfähig. Die Firma Limbach stellte daraufhin die Entwicklungstätigkeiten am SL1700D ein. Alternative, bereits zugelassene Flugmotore in den USA erwiesen sich für die RF-7 als zu schwer. Die Entwicklung der Fournier RF-7 wurde daraufhin auch bei Sportavia aufgegeben.
Die Fournier RF-7 war das letzte einsitzige Reiseflugzeug von René Fournier und stellt den Endpunkt einer mehr als zwanzigjährigen Entwicklung vom „Avions Planeur“ Anfang der 50er Jahre über die RF-1 im Jahr 1960, die RF-3 im Jahr 1963 und die RF 4 im Jahr 1966 dar. Mitte der 70er Jahre griff René Fournier noch einmal den Gedanken des einfachen, kostengünstigen Flugzeugs mit minimalen Anforderungen an den Motor beim Entwurf der zweisitzigen Fournier RF-9 auf. Der RF-7-Prototyp blieb zunächst ein Einzelstück. Später scheinen mindestens zwei Bausätze zum Aufbau von Eigenbauten verwendet worden zu sein.

## Konstruktion
Rumpf und Leitwerk der Fournier RF-7 wurden unverändert von ihrem Vorgänger RF 4 übernommen. Als Tragflügel kam ein um zwei Meter verkürzter Flügel zum Einsatz, in dessen Flügelwurzel René Fournier einen Flächentank anstelle des Zentraltanks der RF 4 vorsah. Neben verschiedenen anderen Optimierungen überarbeitete Fournier das zentrale Fahrwerk der RF 4 beim Entwurf der RF-7 noch einmal grundlegend.

## Technische Daten
| Kenngröße             | Daten                                 |
| --------------------- | ------------------------------------- |
| Besatzung/Passagiere  | 1                                     |
| Länge                 | 6,14 m                                |
| Spannweite            | 9,40 m                                |
| Höhe                  | 1,57 m                                |
| Flügelfläche          | 10,26 m²                              |
| Flügelstreckung       | 8,6                                   |
| Leermasse             | 300 kg                                |
| Startmasse            | 445 kg                                |
| Reisegeschwindigkeit  | 180 km/h                              |
| Höchstgeschwindigkeit | 220 km/h                              |
| Dienstgipfelhöhe      | 7000 m                                |
| Reichweite            | 650 km                                |
| Triebwerke            | ein Limbach SL1700D 68 PS (ca. 50 kW) |